# Iden (East Sussex)
Iden is een civil parish in het bestuurlijke gebied Rother, in het Engelse graafschap East Sussex met 456 inwoners.